# Zenodochium sostra
Zenodochium sostra is een vlinder uit de familie spaandermotten (Blastobasidae). De wetenschappelijke naam is voor het eerst geldig gepubliceerd in 1910 door Walsingham.
De soort komt voor in Europa.